# Tatarka (Litwa)
Tatarka (lit. Totorinė) – wieś na Litwie, w okręgu wileńskim, w rejonie wileńskim, w gminie Rudomino, przy drodze magistralnej A15.
Współcześnie w skład miejscowości wchodzi także dawny zaścianek Włoki (hist. Wołoki).

## Historia
W XIX i w początkach XX w. położona była w Rosji, w guberni wileńskiej, w powiecie wileńskim, w gminie Rudomino. Po I wojnie światowej pod administracją polską, w Zarządzie Cywilnym Ziem Wschodnich. W latach 1920–1922 w składzie Litwy Środkowej.
Od 11 kwietnia 1922 leżała w Polsce, w województwie wileńskim, w powiecie wileńsko-trockim, w gminie Rudomino. W 1931 miejscowość liczyła 185 mieszkańców, zamieszkałych w 34 budynkach.
Po II wojnie światowej w granicach Związku Sowieckiego. Od 1991 na niepodległej Litwie.